# Rauvolfia atlantica
Rauvolfia atlantica är en oleanderväxtart som beskrevs av Luiz Emygdio de Mello Filho. Rauvolfia atlantica ingår i släktet Rauvolfia och familjen oleanderväxter. Inga underarter finns listade i Catalogue of Life.